# Skuteczne naruszenie
W teorii prawnej, szczególnie w prawie i ekonomii, skuteczne naruszenie jest dobrowolnym naruszeniem umowy i wypłatą odszkodowania przez stronę, która uzna, że poniosłaby większe straty ekonomiczne w wyniku wykonania umowy.

## Opracowanie teorii
Teoria skutecznego naruszenia ma na celu wyjaśnienie zastosowania pierwszeństwa prawa zwyczajowego co do oczekiwanych szkód w przypadku naruszenia umowy, w odróżnieniu od konkretnych wyników, szkód polegających na zaufaniu lub odszkodowań karnych. Według słownika Black's Law Dictionary, teoria skutecznego naruszenia jest „poglądem, że strona powinna mieć prawo do naruszenia umowy i wypłacenia odszkodowania, jeśli byłoby to bardziej efektywne ekonomicznie niż wykonanie umowy”. Zgodnie z teorią, szkody oczekiwane dają stronom bodziec do naruszania ich wtedy i tylko wtedy, gdy wydajność jest nieefektywna.
Pierwsze stwierdzenie o teorii skutecznego naruszenia miało miejsce w 1970 r. w artykule przeglądowym Roberta Birmingham w „Naruszenie umowy, środki odszkodowawcze i efektywność ekonomiczna”. Teoria została nazwana siedem lat później przez Charlesa Goetza i Roberta Scotta. Teoria skutecznego naruszenia jest powszechnie kojarzona z Richardem Posnerem i szkołą myślenia prawa i ekonomii. Posner wyjaśnia swoje poglądy w konkluzji do sprawy Lake River Corp. przeciwko Carborundum Co.
Proste wersje teorii skutecznego naruszenia wykorzystywały argumenty z ekonomii dobrobytu, opierając się na założeniu, że przepisy prawne powinny być zaprojektowane tak, aby dać stronom zachętę do działania w sposób maksymalizujący łączny dobrobyt lub osiągający wydajność Pareto. Bardziej zaawansowane wersje teorii utrzymują, że same strony preferują środki zaradcze, które zachęcają do skutecznego naruszenia, ponieważ skuteczne naruszenie maksymalizuje zyski z handlu wynikające z transakcji. Jak zauważyli Richard Posner i Andrew Rosenfeld, „im bardziej efektywna jest struktura wymiany, tym większy jest potencjalny zysk z kontraktu dla stron, które dzielą między sobą”. 

## Ilustracja teorii skutecznego naruszenia według sędziego Richarda Posnera
Sędzia Richard Posner podał tę dobrze znaną ilustrację skutecznego naruszenia „Ekonomicznej analizy prawa”:
"Przypuśćmy, że podpisuję umowę na dostarczenie A 100 000 niestandardowych elementów do projektu w cenie 10 $ za sztukę do użytku w jego fabryce kotłów. Po tym, jak dostarczyłem 10 000, B przychodzi do mnie, wyjaśnia, że rozpaczliwie potrzebuje 25 000 niestandardowych elementów naraz, ponieważ w przeciwnym razie będzie musiał zamknąć fabrykę pianoli w wielkich kosztach i oferuje mi 15 $ za 25 000 elementów. Sprzedaję mu elementy i w rezultacie nie kończę dostawy do A na czas, więc ten otrzymuje 1000 $ odszkodowania z tytułu mojego naruszenia. Uzyskawszy dodatkowy zysk w wysokości 1250 $ za sprzedaż elementów B, jestem w lepszej sytuacji nawet po zwrocie A jego straty. Społeczeństwo jest także w lepszej sytuacji. Ponieważ B był gotów zapłacić mi 15 $ za element, musi to oznaczać, że każdy z nich był dla niego wart co najmniej 15 $. Ale był wart jedynie 14 $ dla A. Minus 10 $, które zapłacił, plus 4 $ (1000 $ podzielone przez 25 000), to jego oczekiwany zysk. W związku z tym naruszenie spowodowało przeniesienie 25 000 elementów o niższej wartości do zastosowania w wyższej wartości."

### Krytyka
Niektórzy, jak Charles Fried w swojej „Umowie jako obietnicy”, twierdzili, że moralnie A jest zobowiązany do honorowania umowy zawartej z B, ponieważ A złożył obietnicę. Fried napisał: „Moralista obowiązku nakłada zatem ogólny obowiązek dotrzymywania obietnic, których zobowiązanie umowne będzie tylko szczególnym przypadkiem - tym szczególnym przypadkiem, w którym pewne obietnice osiągnęły moc prawną i moralną”. 
Inni twierdzą, że koszty postępowania sądowego związane z uzyskaniem odszkodowania za oczekiwanie z powodu naruszenia spowodowałyby pogorszenie sytuacji jednej lub obu pierwotnych stron, niż gdyby umowa została po prostu wykonana. Posner zakłada również, że sprzedawca jest świadomy wartości, jaką kupujący nakłada na towar lub kosztu zakupu plus zysków, które kupujący dokona. 

## Analogiczny przykład
Inna ilustracja skutecznego naruszenia, analogicznego do Posnera: 
"Przyjmijmy, że A jest producentem rowerów kupującym części zamienne, takie jak łańcuchy i opony od B. B ma kontrakt z A, aby dostarczyć mu 100 łańcuchów do 31.12.2010 r. w cenie 100 $ każdy. C, w późniejszym terminie, zawiera umowy z B, aby dostarczyć mu 100 łańcuchów po 150 $ każdy. Dostarczając przesyłkę C, B nie jest w stanie dostarczyć A jego zamówieniem w dniu 31.12.2010 r., naruszając tym samym umowę."
Naruszenie, zgodnie z tą hipotezą, powoduje przeniesienie dobra z użytkowania o niższej wartości do jego wyższej wartości.

### Kontrowersje
W następstwie ogólnego założenia co do oczekiwanej wysokości odszkodowania, sądy w przeszłości odmawiały przyznania odszkodowań karnych za naruszenie umowy. Powodem, dla którego nie potraktowano naruszenia obowiązku umownego jako czynu niedozwolonego, za który przyznawane jest odszkodowanie karne, jest to, że jeśli osoba naruszająca zapłaci odszkodowanie za oczekiwane szkody, to każda nieuczciwa strona znajdzie się w takiej sytuacji, w jakiej osiągnęłaby zakładaną wydajność i nikt nie znajdzie się w złej pozycji. Zakładając, że cel odszkodowania z tytułu umowy jest kompensacyjny, cel ten zostaje osiągnięty. Dalsze odszkodowania karne byłyby nadmiernym rekompensatą dla powoda. Takie kary zniechęcałyby do skutecznego naruszania, a zatem skutecznego zachowania, które byłoby niepożądane dla całego społeczeństwa. Ekonomiści opisują skuteczne naruszenie jako optymalną teorię Pareto, gdzie każda strona jest lepsza po dokonanej transakcji niż przed nią. Podstawową ideą stojącą za tym argumentem efektywności ekonomicznej jest to, że dobrobyt społeczeństwa zostanie zmaksymalizowany, jeśli zasoby zostaną przydzielone ludziom lub zastosowaniom, które najbardziej je docenią.
Jednakże, w przypadku kryzysu hipotecznego w USA w latach 2007-2009, podczas recesji, kiedy z powodu masowego upadku rynku nieruchomości, ludzie celowo zaniechali spłat kredytów hipotecznych, ponieważ ich spłaty kredytów hipotecznych przekroczyły wartość ich nieruchomości, według linii skutecznego naruszenia. Jednak w przypadku braku naruszenia strony jest to szkodliwe, ponieważ rzeczywista wartość nieruchomości, którą otrzymują, jest niższa niż należne im spłaty kredytu hipotecznego, ze względu na wzrost rzeczywistej wartości pieniądza i spadek realnej wartości towarów. To jest przypadek, w którym efektywna hipoteza o naruszeniu ulega dezintegracji, ponieważ transakcja ta nie jest ani optymalną teorią Pareto, ani teorią maksymalizacji dobrobytu społecznego.
W związku z tym prawo umów, przewidując raczej odszkodowania od oczekiwań niż odszkodowania karne lub przykładowe za naruszenie zobowiązań umownych, zapewnia skuteczne naruszenie.

## Ekonomia zaufania
Skuteczne poleganie na zaufaniu polega na takim zaufaniu, jakie ktoś zawarł wobec umowy lub wobec drugiej strony umowy, która to jest zobowiązana wykonać jakiś obowiązek.
Przykład, w którym mamy do czynienia z umową między A i B:
Opierając się na swojej umowie z A, z wiarą, że A wypełni swoje zobowiązania umowne, B zawiera umowę z C, w którą inwestuje X. Ta inwestycja, która dojdzie do skutku, zależy od spełnienia przez A obietnicy. W ten sposób teoria skutecznego zaufania mówi, że zależność B od efektywnego b, to jego inwestycja X powinna być proporcjonalna do obawy, że A naruszy umowę i nie wywiąże się ze swoich zobowiązań.
Zatem jeśli potencjalne zyski B z X są proporcjonalne do P, jego zależność jest efektywna, jednak jeśli X jest większe niż P, to jego zależność jest nieefektywna.
Środek zaradczy wynikający z prawa umów, polegający na wypłaceniu odszkodowania z tytułu naruszenia oczekiwań stron, motywuje do skutecznego zaufania, ponieważ B może bezpiecznie polegać na swojej umowie z A i inwestować X, o ile jest proporcjonalna do P, wiedząc, że jeśli A naruszy umowę, wówczas oczekiwanie szkody pozwolą mu się wyrwać.
Zgodnie z zasadą ścisłej odpowiedzialności, która jest stosowana w przypadku prawa umów, pozwany zapłaci powodowi odszkodowanie za naruszenie umowy, a zatem powód ma szansę ponieść straty, co zachęci powoda do nadmiernego polegania na umowie. Jeśli jednak odpowiedzialność za wady zostanie zastosowana, to w takim przypadku pozwany nie może wykonać swojego zobowiązania umownego, jeżeli stanie się sfrustrowany przez pewne zdarzenia tymczasowe lub jeśli uzna, że skuteczniejsze jest naruszenie, wówczas powinien mieć do tego prawo. W tym przypadku powód nie może polegać na umowie i zobowiązaniu A, ponieważ prawdopodobieństwo niewykonania świadczenia na części A wzrasta, a zatem jest to bardziej skuteczna zasada, która zniechęca do polegania.
W przypadku omawianym przez Posnera powód powinien otrzymać jedynie koszt rolki filmu, którą oskarżony źle ulokował, ponieważ skłoni go to do podjęcia odpowiednich środków ostrożności i zachęci do optymalnego efektywnego poziomu zaufania. Jeśli oskarżony był wściekły, płacąc mu odszkodowanie pokrywające koszty jego wyprawy i wszystkie poniesione koszty ogólne, przyjmuje on oskarżonego charakter karny.
Prawo umów zachęca zatem do skutecznego polegania na nim, ponieważ płaci odszkodowanie za oczekiwanie, a nie odszkodowanie karne lub wzorcowe.